# Óceán (együttes)
Az Óceán 1974-ben Budapesten alakuló, hard rock zenét játszó együttes volt. Az alapító tagok: Molnár Erik (ének), Kiss Zoltán (basszusgitár), Marschalkó Zoltán (gitár) Mikulcza Sándor (gitár), Csurgai Attila (dob). Többszöri átalakulás után rövid időre megszűnt, majd új tagokkal 1978-ban újjáalakult: Schumeth István (basszusgitár), Szabó Tamás (dob), Windisch László (gitár, ének), Sárosi József (gitár). A lengyel SBB-vel közös koncerten debütált a Budai Ifjúsági Parkban, csatlakozva a kőkemény rock-hullámhoz. 1979-ben Szabó Tamás távozott az együttesből, helyére Keresztesi József ült a dobok mögé. 1980 elején az Óceán benevezett a Pesti Műsor tehetségkutató (Rock Hullám) versenyre, ahol ugyan nem értek el helyezést, de a jó szereplésükért egy kislemezt ("Fáj, hogy elmentél") készíthettek a Delfin Rt. együttessel.
1980 végén Sárosi József kilépett az együttesből. 1980-ban az énekes többször változott (Hoffer György, Patkó Béla), az új dobos pedig Magasházi László lett. Az együttes szakított a hard rock stílussal, és inkább egy populárisabb, gunyoros, parodista rockzenét kezdett játszani. 1981 végén az együttes elkészítette első, önálló kislemezét, amelyen a "Szabadon szeretni" és az "Engedd el magad" című szerzemények hallhatóak. Ezeken már Patkó Béla ( Kiki) énekelt. 1981-ben szerepeltek a táncdalfesztiválon, a "Kuka-blues" című dallal, amely egy rock paródia, mert a szövegvilága a többi kortárs együttest figurázza ki. 1983-ban az Óceán nem jutott el a nagylemez készítéséig, és még ebben az évben átalakult.  Patkó Béla ezután került a szintén populáris zenét játszó Első Emeletbe. Az Óceán törzstagjai Schumeth István basszusgitáros, Windisch László szólógitáros Nino Együttes néven új zenekart alapított, mellyel némileg visszatértek a rock hagyományaihoz. Soft rock, vagy glam rock jellegű, külsőségei, szövegvilága miatt new romanticnak nevezett stílusban adták ki Rabolj el! című nagylemezüket.

## Diszkográfia
- Fáj, hogy elmentél (Kislemez, az MHV Pepita - Rock Hullám sorozatában, 1980)
- Kuka blues'' (Közös kislemez Komár Lászlóval az 1981-es Táncdalfesztiválról 1981)
- Őszinte, kőkemény valtzer / Fürdőszoba tangó (Kislemez 1981)
- Szabadon szeretni / Engedd el magad (Kislemez, MHV Pepita, 1981)